# Thorstein Petersen

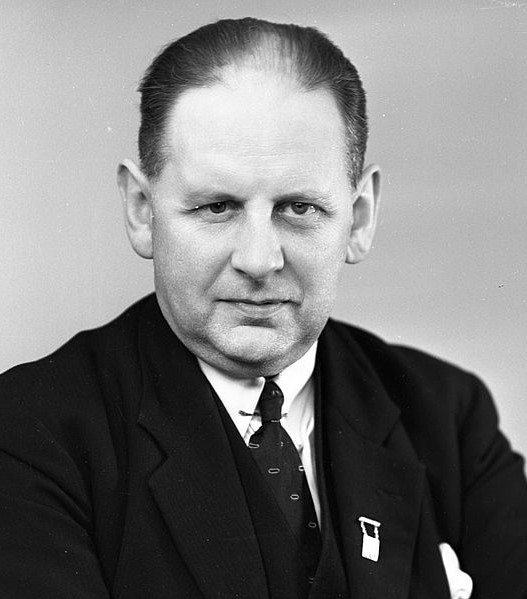
Thorstein Petersen

Thorstein Petersen (geboren am 21. August 1899 in Tórshavn; gestorben am 4. Mai 1960) war ein färöischer Jurist, Bankdirektor und Politiker (Vinnuflokkurin und Fólkaflokkurin). Er war Abgeordneter des färöischen Løgting und des dänischen Folketing sowie Minister und stellvertretender Ministerpräsident in der färöischen Landesregierung.

## Ausbildung und Beruf
Der Sohn des Sýslumaður von Eysturoy Thomas J. Petersen ging zunächst in Tórshavn und später in Dänemark zur Schule, wo er 1917 an der Sorø Akademi seine Reifeprüfung bestand. Anschließend studierte er Rechtswissenschaft und beendete sein Studium als cand. jur. im Jahr 1928. Er kehrte dann zurück auf die Färöer und arbeitete zunächst von 1928 bis 1932 als Rechtsanwalt in Tórshavn. Im Anschluss wurde er 1932 Direktor der Versicherungsgesellschaft "Trygd" und erster Direktor der von ihm mitgegründeten Geschäftsbank für die Meeresindustrie (Sjóvinnubankin) in Tórshavn. Er legte diese Funktion kurz nach seinem Eintritt als Minister in die Regierung zum 1. Januar 1951 nieder. Nach der darauffolgenden Aufdeckung von Unregelmäßigkeiten bei der Geschäftsführung der Bank folgte ein jahrelanger Rechtsstreit über mehrere Instanzen, an dessen Ende er 1957 mit einer geringfügigen Strafe davonkam. Allerdings musste er wegen der Verurteilung sein im Mai 1957 errungenes Folketingsmandat wieder abgeben.

### Politik
Zusammen mit Christian Holm Jacobsen und anderen Geschäftsleuten gründete er  im Jahr 1935 als Gegenentwurf zum einige Jahre zuvor entstandenen Javnaðarflokkurin die bürgerlich-konservative Partei Vinnuflokkurin. Petersen und Holm Jacobsen wurden zum ersten bzw. zweiten Vorsitzenden der neuen Partei gewählt. Ende 1939 ging die Partei durch Zusammenschluss mit Abtrünnigen des Sjálvstýrisflokkurin um Jóannes Patursson in der neuen Partei Fólkaflokkurin auf. Petersen war Løgtingsmitglied für den Fólkaflokkurin von 1940 bis 1954. Zugleich war er von 1943 bis 1946 sowie von Juli bis Dezember 1950 Parlamentspräsident. Von 1943 bis 1950 war er zudem Mitglied im dänischen Folketing. Von 1946 bis 1951 war er auch Vorsitzender seiner Partei. Seit Ende 1950 saß er schließlich als Minister und stellvertretender Ministerpräsident in der Landesregierung Kristian Djurhuus I. Er verlor jedoch bereits im September 1951 wieder seinen Ministerposten in der Regierung durch die Aufdeckung der Unregelmäßigkeiten bei seiner früheren Bank.

## Familie
Thorstein Petersen war der Sohn des Sýslumaður Thomas Juul Petersen aus Streymnes und dessen Frau Valborg, geb. Bærentsen, aus Tórshavn.
Petersen heiratete im Januar 1932 Anna Olsen aus Tórshavn. Das Ehepaar lebte in der färöischen Hauptstadt.

## Sonstiges
Petersen war seit 1934 norwegischer Konsul für die Färöer und ab 1942 norwegischer Generalkonsul.
In seiner Funktion als Parlamentspräsident und Vorsitzender der größten Partei im Parlament verkündete Thorstein Petersen wenige Tage nach der Volksabstimmung vom 14. September 1946 am Mittwoch, den 18. September die Unabhängigkeit der Färöer. Diese Unabhängigkeitserklärung wurde jedoch weder von den übrigen Parteien im Løgting noch von der dänischen Regierung in Kopenhagen anerkannt.
Im Jahr 1957 zog sich Thorstein Petersen auf dem Weg nach Dänemark bei einem Sturz auf der Fähre „Tjaldur“ eine schwere Kopfverletzung zu und verbrachte anschließend längere Zeit in einem Osloer Krankenhaus. Er verstarb im Mai 1960 an den Spätfolgen dieser Verletzung.